# غوندوغدي (ميانة)
غوندوغدي هي قرية في مقاطعة ميانة، إيران. عدد سكان هذه القرية هو 1,356 في سنة 2006.